# اس‌اس هنگرین
اس‌اس هنگرین (به انگلیسی: SS Hungarian) یک کشتی بود که طول آن ۲۹۸ فوت (۹۱ متر) بود. این کشتی در سال ۱۸۵۸ ساخته شد.